# 신화구 (스자좡시)

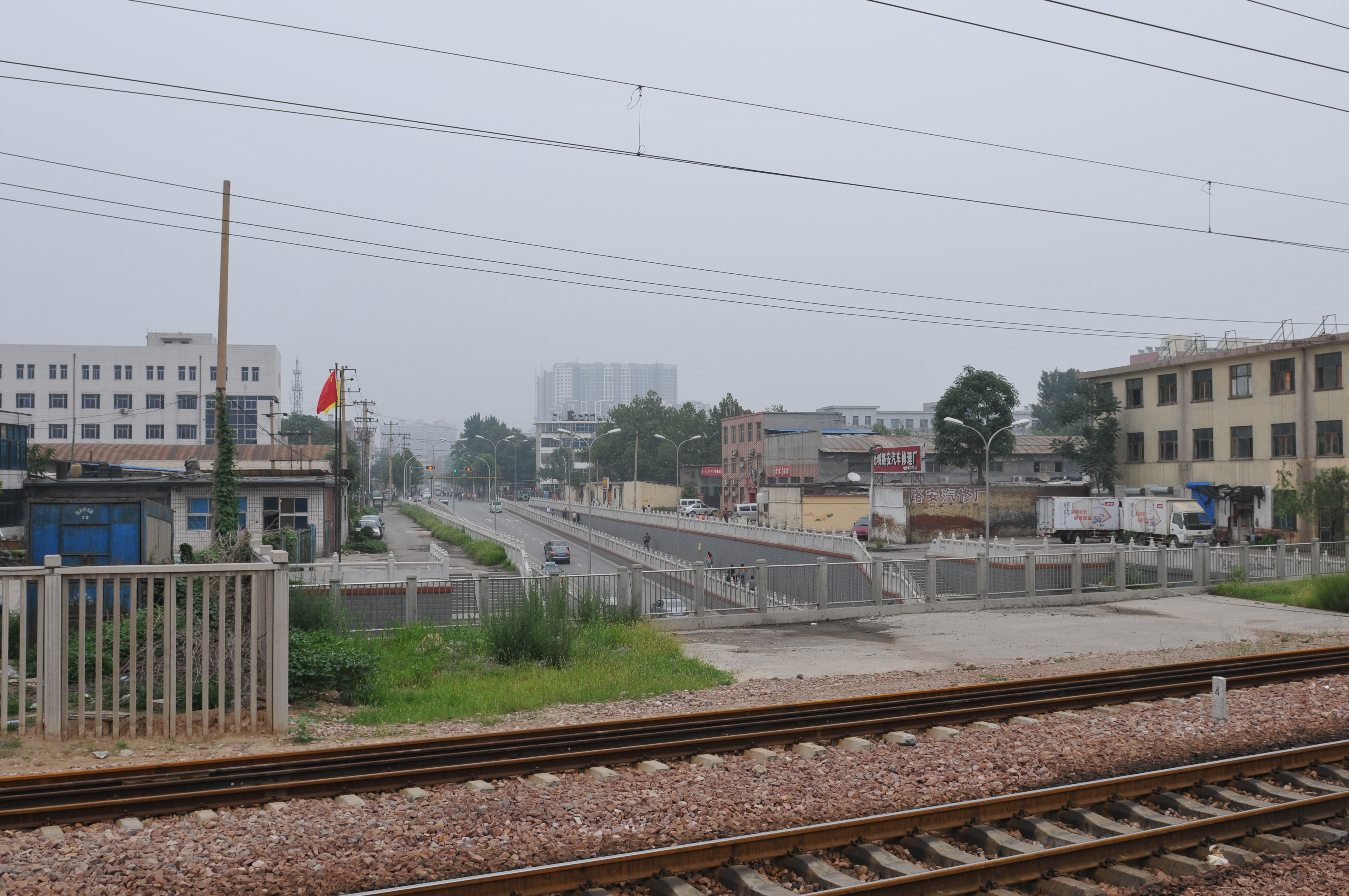

신화구(한국어: 신화구, 중국어: 新华区, 병음: Xīnhuá Qū)는 중화인민공화국 허베이성 스자좡 시의 행정구역이다. 넓이는 92km2이고, 인구는 2007년 기준으로 500,000명이다.

## 행정 구역
11개의 가도, 2개의 진, 2개의 향을 관할한다.
- 가도: 革新街道, 新华路街道, 宁安街道, 东焦街道, 西苑街道, 合作路街道, 联盟街道, 石岗街道, 五七街道, 天苑街道, 北苑街道
- 진: 大郭镇, 赵陵铺镇
- 향: 西三庄乡, 杜北乡